# Василиос Панусопулос
Василиос Панусопулос, известен като капитан Тромарас (на гръцки: Βασίλειος Πανουσόπουλος, καπετάν Τρομάρας), е гръцки офицер и андартски капитан, деец на гръцката въоръжена пропаганда в Македония.

## Биография
Василиос Панусопулос се включва в гръцката въоръжена пропаганда в Македония. Изпратен е като агент в едно училище в Лерин в 1905 година. Организира собствена чета през ноември същата година, която заедно с тази на Георгиос Зирас трябва да замести оттеглилия се в Гърция Георгиос Цондос. На 25 ноември 1905 година обаче четата му е унищожена в сражение при преспанското село Нивици.
Участва в Балканската война с чин лейтенант и влиза с гръцките военни части в Лерин.